# خزعة العصب
خِزْعَة العصب (بالإنجليزية: Nerve biopsy)‏ هي مصطلح طبي، وهي إجراء جراحي توغلي (مخترق الجسم) يتم فيه إزالة جزء من العصب من كائن حي ويتم فحصه تحت المجهر، يمكن أن تؤدي خزعة الأعصاب إلى اكتشاف الإتهاب الوعائي الناخر، والداء النشواني ، والساركويد، الجذام، الاعتلالات العصبية الأيضية، التهاب الأعصاب، فقدان النسيج للمحور العصبي، وإزالة الميالين.
الخزعة تعني حرفيًا فحص الأنسجة التي تمت إزالتها من الجسم الحي لاكتشاف وجود المرض أو سببه أو مدى انتشاره، قد تكون خزعة الأعصاب ضرورية عندما يتعرض المريض للخدران والنقصان في الإحساس أو الألم أو الضعف في أماكن مثل أصابع اليدين أو أصابع القدمين، يمكن أن تساعد خزعة الأعصاب في تحديد سبب هذه الأعراض، عادةً ما يتم تنفيذ الإجراء فقط عندما تفشل جميع الخيارات الأخرى في تحديد سبب المرض، وهو إجراء للمرضى الخارجيين (الذين يتلقون علاجًا طبيًا دون تسجيل الدخول للمستشفى) يتم إجراؤه تحت التخدير الموضعي.

## الاستخدامات
نستطيع من خلال خزعة العصب إمكانية أن نجد سبب الخدران والألم الذي يصيب الأطراف، يمكن أن تكشف ما إذا كانت هذه الأعراض ناتجة عن تلف غشاء المايلين، أو تلف الأعصاب الصغيرة، أو تدمير المحور العصبي في الخلايا العصبية أو الاعتلالات العصبية.

## الإجراء
يتم قطع عينة من العصب من المنطقة المصابة، تستخدم الأنواع الثلاثة المختلفة من خزعات الأعصاب إجراء مختلفًا قليلاً لكل إجراء، يتم إعطاء مخدر موضعي لتخدير المنطقة المراد إجراؤها. يبقى المريض واعياً طوال العملية، يقوم الجراح بعمل شق صغير ويزيل جزءًا من العصب قبل إغلاق الفتحة، بمجرد إزالة العصب، يتم إرساله إلى المختبر للفحص.

## الأنواع

### حسي
بالنسبة لهذا الإجراء، تتم إزالة قطعة واحدة من العصب الحسي يبلغ طولها حوالي (1 إنش) من الكاحل أو الساق، والتي قد يتعرض خلالها المريض للتنميل والخدران المؤقت أو الدائم في أعلى أو جانب القدم.

### العصب الحركي الانتقائي
تؤخذ عينة العصب من الفخذ الداخلي عندما يتأثر العصب الحركي.

### العصب الحزمي
العصب يكون مكشوف ومعزول، ثم يعطى دفعة كهربائية صغيرة للمساعدة في فهم العصب الذي يجب إزالته وفحصه.

## المخاطر
أكبر خطر يواجهه المريض هو تلف الأعصاب على المدى الطويل وفقدان الشعور بشكل دائم، المخاطر الصغيرة الأخرى تشمل عدم الراحة بعد العملية، رد فعل تحسسي للتخدير، والعدوى.